# 尖葉頂苞蘚
尖葉頂苞蘚（学名：Acroporium lamprophyllum）为錦蘚科頂苞蘚屬下的一个种。

## 扩展阅读
- 維基物種上的相關：尖葉頂苞蘚